# Слобозія-Реча
Слобозія-Реча (рум. Slobozia-Recea) — село в Ришканському районі Молдови. Входить до складу комуни, адміністративним центром якої є село Реча.